# Sunndalsøra
Sunndalsøra est une localité et le centre administratif de la kommune de Sunndal, dans le comté de Møre et Romsdal en Norvège.
La localité comptait 4 058 habitants au 1er décembre 2018.
Elle est traversée par la route nationale 70.